# Berit Oscarsson
Jöns Lisa Berit Katrina Oscarsson, född 21 juli 1940 i Järna församling i Kopparbergs län, är en svensk socialdemokratisk politiker, som mellan 1982 och 1998 var riksdagsledamot för Västmanlands läns valkrets.